# Josef Christian Fabrizius
Josef Christian Fabrizius, magyaros írásmóddal Fabricius József Keresztély (Segesvár, 1766. január 22. – Prázsmár, 1851. július 30.) ágostai evangélikus lelkész.

## Élete
Apja és öregapja halála után keresztapja, Paul Roth brassói tanár gondoskodott, iskolába járatta Brassóban és 1786-ban a jenai egyetemre küldte. Visszatérve Brassóba, először mint segéd, 1789-től mint tanító, majd 1791-ben mint lector működött az ottani gimnáziumban. 1797-ben a prázsmári beteg lelkész mellé rendelték segédnek; majd ennek halála után 1798-ban városi lelkész lett. 1810-ben gimnáziumi rektornak hívták meg. 1825.  november 27-én rendes lelkésszé választották Prázsmáron.

## Művei
- Die Wohlfahrt und Blüthe der sächsischen Nation in Siebenbürgen wird vorzüglich dadurch bewahrt und befördert, wenn in derselben für gute Schulen gesorgt wird. Eine Schul-Rede zur Eröffnung der feierlichen Herbst-Schul-Prüfung des Jahres 1815. Hermannstadt, 1816.
- Ode auf die höchst ersehnte glückliche Ankunft JJ. Majestäten des Kaisers und Kaiserin von Oesterreich Franz I. und Karolina Augusta zu Kronstadt in Siebenbürgen den 13. September 1817. Kronstadt, 1817. (A bécsi Sammler című hírlapban is megjelent 1818-ban.)
- Lieder auf die höchst erwünschte Ankunft JJ. Majestäten des Kaisers und der Kaiserin von Oesterreich Franz und Karolina Augusta zu Kronstadt in Siebenbürgen den 13. Sept. 1817 für die Schul-Jugend. Kronstadt. (A bécsi Sammler című hírlapban is megjelent 1818-ban.)
- Entwurf einer neuen Einrichtung der Kronstädter evang. Knabenschulen. (1812. május 5-én terjesztették be a brassói konzisztóriumnak és a következő iskolai évben életbe léptették)

Kéziratban: Reformatio Scholarum Barcensium simul cum Reformatione Ecclesiarum feliciter peracta. Festo Reformationis Seculari tertio in Auditorio Gymnasii Coronensis d. 22. Dec. A. 1817 publice praelecta. Addito Indice Scriptorum a divis Reformatoribus Coronensibus Typis vulgatorum.